# Орлиньский, Якуб Юзеф
Якуб Юзеф Орлиньский (пол. Jakub Józef Orliński; род. 8 декабря 1990, Варшава, Польша) — всемирно известный польский контратенор. Выступает как на оперной сцене, так и с концертами. Также известен как мастер брейк-данса.

## Биография
Родился 8 декабря 1990 года в семье польской художницы Богны Чеховской-Орлинской (основательница Фонда «Солнечная академия») и в детстве учился в художественной школе.
Вокальную карьеру певец начал в ансамбле «Gregorianum» под руководством Берениса Йозайтиса, выступая в Польше и за границей. Окончил Музыкальный университет имени Фредерика Шопена в Варшаве (с 2009 года учился в классе пения доктора Анны Радзеевской). Во время учёбы выступал в спектаклях, организованных, в том числе, Музыкальным университетом имени Фридерика Шопена и Театральной академией имени Александра Зелверовича в Варшаве.
С 2012 года состоял в труппе Оперной академии Большого театра — Национальной оперы в Варшаве, а с 2015 по 2017 год обучался в Джульярдской школе. Впоследствии выступал в Ковент-Гардене, Метрополитен-опере и на других ведущих сценах западного мира. В 2019 и 2021 годах приезжал с концертами в Россию.
В 2018 году выпустил первый альбом, Anima Sacra, включающий арии барочных композиторов неаполитанской школы.

## Награды
- Лауреат Международного конкурса вокалистов имени К. Ф. Марчеллы Зембрих (2015[7])
- Лауреат Международного вокального конкурса Метрополитен-оперы (2016[8])